# Inarkí
Inarkí (rus: Инарки; ingúix: Инаркъе) és un poble del nord de la República d'Ingúixia que el 2019 tenia 6.911 habitants.
Segons el cens rus de 2010, la composició ètnica de la seva població era:
| Ordre | Nacionalitat | Població | Percentatge |
| ----- | ------------ | -------- | ----------- |
| 1     | Ingúixos     | 5.849    | 99,39 %     |
| 2     | Txetxens     | 14       | 0,24 %      |
| 3     | Altres       | 22       | 0,37 %      |